# Urząd (film 1966)
Urząd – studencka etiuda dokumentalna z 1966 roku w reżyserii Krzysztofa Kieślowskiego. Debiut dokumentalny reżysera jest obserwacją pracowników i interesantów Zakładu Ubezpieczeń Społecznych. Film jest krytycznym spojrzeniem na biurokrację, panującą w państwowych urzędach w czasach Polskiej Rzeczypospolitej Ludowej.

## Opis filmu
Urząd przedstawia typowy dzień pracy w Zakładzie Ubezpieczeń Społecznych w dziale zajmującym się przyznawaniem rent. Początkowo widz obserwuje pracę biura z punktu widzenia petenta, kamera z bliska pokazuje ludzi czekających przed okienkiem. Każdy trzyma w dłoniach dokumenty, niektórzy jeszcze raz uważnie przeglądają swoje podania i zaświadczenia. Toczy się rozmowa urzędniczki ze starszą kobietą. Pracowniczka biura ostrym głosem stanowczo odmawia wypłaty zasiłku.
Kamera przenosi się i obserwuje punkt spotkania urzędniczki z petentem. Biuro widać na zmianę z punktu widzenia petenta i urzędniczki. Następuje chwila ciszy, w trakcie której słychać z oddali rozmowę innej pracowniczki biura przez telefon. Kamera pokazuje dłonie urzędniczki strugającej ołówek, którym zaraz będzie uzupełniać dokumenty. Zapobiegliwy mężczyzna przyniósł zaświadczenie z liceum, do którego uczęszcza córka, zarówno z okrągłą, jak i kwadratową pieczątką. Podał do okienka tylko to drugie, gdyż, jak się tłumaczy w pierwszej chwili nie zorientował się, że urząd nie będzie honorował kwadratowej pieczątki. Urzędniczka odmawia kobiecie, która właśnie pochowała matkę, wypłaty pieniędzy, innej kobiecie tłumaczy, że urząd odwołał się od wyroku przyznającego rentę, i dlatego pieniądze zostały wstrzymane. Większość interesantów odchodzi, nie załatwiwszy sprawy. Jednocześnie kamera pokazuje kolejne zbliżenia: widać kobiecą dłoń, która podłącza grzałkę do prądu, wrzuca ją do czajnika, a później zalewa szklanki z herbatą wrzątkiem i słodzi cukrem.
Urzędniczka zarządza przerwę. Wszyscy interesanci w ciszy czekają w kolejce, jeszcze raz nerwowo przeglądając trzymane w dłoniach dokumenty. Kamera pokazuje zbliżenie ust, gdy młoda urzędniczka pije herbatę. Gdy kolejna petentka staje przed okienkiem, kamera przenosi się do wnętrza archiwum wypełnionego dokumentami w papierowych teczkach. Kamera patrzy w głąb korytarza z regałami pełnymi akt, robi zbliżenia na poszczególne półki. Głos urzędniczki coraz szybciej powtarza to samo żądanie wypełnienia formularza, w którym należy odpowiedzieć na pytanie: „Co pan(i) robił(a) na przestrzeni całego życia?” Ostatni odgłos, jaki towarzyszy kolejnym ujęciom archiwum to głośne zamykanie drzwi.

## Produkcja i pierwsze pokazy

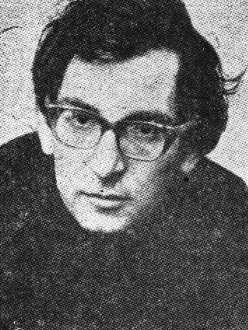
Krzysztof Kieślowski, reżyser filmu (1972)

Film powstał w 1966 roku pod opieką pedagogiczną Kurta Webera, Jerzego Bossaka i Kazimierza Karabasza na drugim roku studiów Kieślowskiego w Szkole Filmowej w Łodzi. Był to drugi (po Tramwaju) film nakręcony przez Kieślowskiego, a zarazem debiut dokumentalny reżysera. Kieślowski wzorował się na krótkich i precyzyjnie dopracowanych dokumentach swojego nauczyciela, Kazimierza Karabasza.
Zdjęcia do filmu nakręcił Lechosław Trzęsowski, nad ścieżką dźwiękową czuwała Marta Stankiewicz. Kierownikiem produkcji był Tadeusz Lubczyński. Dokument powstawał pod roboczym tytułem Renta. Film utrwalono na taśmie filmowej 35 mm marki Foton o długości 167 m.
Choć opisy filmu podają, że był on kręcony z ukrytej kamery, Richard Raskin zwraca uwagę, że nie wszystkie sceny mogły być w ten sposób zrealizowane. Na pewno wcześniej przygotowano i starannie nakręcono zbliżenia przedstawiające urzędniczkę i jej pracę. Również jeden z mężczyzn stojących w kolejce, gdy zapada cisza w oczekiwaniu aż urzędniczka zacznie na nowo przyjmować, wyraźnie spogląda w obiektyw. Dźwięk częściowo nagrywany był osobno w oderwaniu od obrazu. Jest to szczególnie widoczne w końcówce filmu, pokazującej naprzemiennie ludzi oczekujących na obsłużenie i półki w archiwum, podczas gdy urzędniczka zwraca się do kolejnych osób z prośbą o wypełnienie formularza.
Urząd został pokazany i nagrodzony w 1967 roku na VI Festiwalu Etiud Filmowych, organizowanym przez warszawski Dyskusyjny Klub Filmowy „Zygzakiem”. Jury doceniło w etiudzie jej walory publicystyczne. Była to pierwsza nagroda otrzymana przez Kieślowskiego w jego reżyserskiej karierze.

## Analiza

### Opis rzeczywistości
Sam Kieślowski mówił, że w swoich wczesnych filmach kładł nacisk na opis rzeczywistości. Pierwsze powojenne pokolenie studentów Szkoły Filmowej postawiło sobie za cel opisanie świata, w którym przyszło mu żyć. Urząd i inne dokumenty Kieślowskiego nie przedstawiają rzeczywistości całościowo, lecz jej drobny wycinek, opisują pewien istniejący mikroświat, o czym świadczą już same ich tytuły (np. Urząd, Szpital, Fabryka). Produkcje te dopiero wraz z innymi filmami z tego okresu stwarzają pełniejszy obraz rzeczywistości. Laurence Green, analizując scenę z mężczyzną, który przez chwilę zerka w obiektyw kamery, dochodzi do wniosku, że Kieślowski czyni tematem swojej etiudy także proces tworzenia filmu. Reżyser traktuje swój dokument jako medium pozwalające opisać ludzkie życie w sposób dużo lepszy niż uczyniłyby to zalegające na półkach urzędu akta.

### Satyra na biurokrację
Krytyka biurokracji nie była w latach 60. XX wieku tematem nowym, niejednokrotnie narzekano na urzędników w Polskiej Kronice Filmowej. Mimo zapewnień reżysera, że najważniejsza była obserwacja, interpretatorzy wskazują na drugie znaczenie studenckiej etiudy Kieślowskiego. Richard Raskin zauważa, że choć film pozbawiony jest jakiegokolwiek autorskiego komentarza, który objaśniłby przedstawione w etiudzie sceny, połączenie obrazu z dźwiękiem w nieprzypadkowej kompozycji otwiera widzowi drogę do poszukiwań podtekstów ukrytych w filmie. Mimo że przedstawiony obraz rozgrywa się w Polsce lat 60. XX wieku i można go postrzegać jako krytykę aparatu urzędniczego w państwie komunistycznym, to zagraniczni krytycy dostrzegają w nim ogólną refleksję na temat bezdusznej biurokracji niezależną od czasu i miejsca rozgrywanych scen.
Laurence Green zauważa, że jak na tak niedługi film, pełen krótkich ujęć i cięć, dokument Kieślowskiego jest przesycony atmosferą czekania. Urzędniczki pracują energicznie, w szybkim tempie wypowiadają swoje kwestie do interesantów. W przeciwieństwie do tempa ich pracy, kolejka pozostaje nieruchoma, a wszelkie działania biurokratyczne charakteryzują się inercją i stagnacją.
Petenci są ludźmi starszymi, co kontrastuje z urodą i wiekiem dwóch młodych urzędniczek pokazanych w filmie (brunetka o okrągłej twarzy oraz blondynka nosząca okulary w czarnej oprawie). To przeciwstawienie sprawia, że bezduszność i brak szacunku z jakim traktują interesantów, stają się jeszcze wyraźniejsze. Społeczeństwo jest oddzielone od świata urzędników szklaną szybą. Pomiędzy interesantem a pracowniczką biura zupełnie brak kontaktu wzrokowego, jeśli kamera pokazuje twarz urzędniczki, to patrzy ona zwykle w dół lub w bok. Starsi ludzie w potrzebie, doświadczeni przez dwie wojny i wiele niedostatków, zderzają się z młodymi kobietami, które w swojej roli czują się doskonale. Stereotyp urzędnika w czasach kręcenia Urzędu przedstawiał starszego człowieka (przedstawiciela przedwojennej inteligencji lub mieszczaństwa) o nieprzyjemnych rysach twarzy. U Kieślowskiego ten obraz został zarzucony, jedynie ostry ton, w jakim pracowniczki rozmawiają z petentami, nie pasuje do ich wizerunku. Ich zachowanie może być więc rolą odgrywaną na potrzeby wykonywanej pracy, po odegraniu której powracają do codzienności.

### Kafkowski obraz świata
Ib Bondebjerg zwraca uwagę, że człowiek w etiudzie Kieślowskiego jest całkowicie wyalienowany ze społeczeństwa. Krytyk wskazuje na podobieństwo filmu do twórczości Franza Kafki: 

To wyrok śmierci i pogrzeb społeczeństwa, w którym systemy i procedury są nadrzędne w stosunku do ludzi.

Bondebjerg zauważa, że kadrowanie, pokazanie ludzi w zbliżeniach jedynie częściowo, odwróconych tyłem nie pozwala traktować ich jako konkretne, odrębne jednostki. Odpersonalizowaniu bohaterów filmu służy także zerwanie łączności pomiędzy ścieżką dźwiękową a pokazywanym obrazem. Nie widać wcale ruchu warg bohaterów. Jedynie przez krótką chwilę wypowiadane słowa współgrają z rozgrywającą się sceną. W kulminacyjnym momencie filmu wypowiadane kwestie zupełnie odrywają się od obrazu, słowa urzędniczki zaczynają żyć własnym życiem. Dialogi dotyczą formularzy, pieczątek, procedur, nigdy realnych, socjalnych problemów ludzi. Wszystko to podkreśla wyalienowanie petentów. Najwyraźniej „kafkowską rzeczywistość” pokazuje finał filmu. Pierwsze wstawki obrazu archiwum są krótkie, lecz stopniowo ten motyw zaczyna przeważać nad scenami przy okienku. Znikają obrazy żywych ludzi, którzy zostają zastąpieni stertami papieru, wyprodukowanego przez biurokratyczną maszynę. Ta metafora jest wzmacniana przez coraz uporczywiej powtarzane polecenie. Obraz archiwum wydaje się echem słów urzędniczki.

Tak jakby całe życie pogrzebane w tym archiwum próbowało wydostać się na wolność, lecz nie jest w stanie. Zamiast tego odgłos zamykanych drzwi kończy film.

Również polski krytyk filmowy Tadeusz Szczepański dostrzega analogię etiudy Kieślowskiego z twórczością Kafki i zwraca uwagę na egzystencjalistyczny nastrój mentalny, panujący w dokumencie. Także Mikołaj Jazdon akcentował egzystencjalną wymowę filmu, pisząc, że „cierpienie wynikające z niepewności co do własnego losu” ewidentnie można dostrzec w twarzach bohaterów Urzędu. Natomiast Edyta Żyrek-Horodyska podkreślała, że Urząd Kieślowskiego „ma znaczenie zdecydowanie bardziej uniwersalne” aniżeli to by wynikało z satyry na doraźną biurokrację PRL-u. Żyrek-Horodyńska twierdziła, iż: „Dokumentalista [Kieślowski] niczego nie rozstrzyga do końca, pozostawiając odbiorcę z dziełem semantycznie otwartym i wolnym od autorskiego komentarza”.

## Nagrody
- 1967 – nagroda DKF „Zygzakiem” na Festiwalu Etiud PWSFTviT w Warszawie[6]